# Оленегорск (Якутия)
Оленегорск (Хаягастах) (якут.  ) — село в Аллаиховском улусе Якутии России. Административный центр Юкагирского наслега.

## География
Село расположено на северо-востоке республики, за Северным полярным кругом, в низовьях реки Индигирка. Оленегорск окружает тундровый лес, богатый птицами и зверями, ягодами, грибами.
Географическое положение
Расстояние до улусного центра — села Чокурдах — 140 км.

## История
Село Оленегорск официально зарегистрировано Указом Верховного Совета Якутской АССР от 29 декабря 1971 года. Инициаторами строительства являются Горохова Е.Н. - 1 секретарь Аллаиховского райкома КПСС, Щербачкова В.Е. - 2 секретарь РК КПСС, Козин И.А. - начальник управления сельского хозяйства.
Село расположено на правом берегу реки Индигирка в лесотундренной зоне за полярным кругом, в 140 километрах южнее улусного центра — поселка Чокурдах и занимает площадь 1784221 га, сельхозугодия — 1014 га, сенокосы — 751 га, пастбища — 263 га. Территория села граничит с Абыйским улусом.
Климат среднеконтинентальный: зима продолжительная, холодная, лето прохладное, короткое. Среднегодовая температура -14,2 С, среднемесячная температура января -35,5 С, а средняя многолетняя температура июля, самого жаркого месяца, +9,7 С. Среднегодовое количество осадков составляет 125 мм, из них выпадает летом 68 мм. Снежный покров устанавливается 1 сентября, а сходит 30 мая — 24 июня. Максимальная высота снежного покрова достигает 28 см.
Ледостав на реке наблюдается в первых числах октября, вскрытие 30 мая. Толщина льда 180-200 см, подъем воды до 9 м. Вода в реке чистая, пригодная для питья. Индигирка имеет большое экономическое значение как транспортная артерия и как промысловая зона.
22 мая 1968 года издан Указ Совета Министров, обкома партии Якутской АССР о строительстве села Оленегорск и включении в народнохозяйственный перспективный план развития и финансирования.
Летом, в 1968 году, в местечко Хайагастаах было завезено 10 комплектов стройматериалов для строительства домов.   
За 2 года совхоз «Аллаиховский» построил два дома своими силами. Директор совзхоза Козин И. А., назначенный ответственным за это грандиозное строительство, вложил все знания, усилия, опыт в строительство села.
Финансовые средства на строительства села выделялись министерство сельского хозяйства Республики.
До 1975 года было запланировано обеспечить жильем 48 семей оленеводов, рыбаков, охотников, ведущих кочевой образ жизни. Райкомом партии был утвержден генеральный план строительства села Оленегорск, был создан штаб.
Для начала строительства 4-квартирных домов был создан строительно-прорабский участок, начальником которого был назначен Торохов Н. Н. - опытный строитель из г. Якутска. Вместе с ним приехали из разных городов Туровский В. И., Смагин В. Д., которые были назначены бригадирами, а прорабом — Вениамин Уткин.
С различными финансовыми трудностями в выделении денежных средств, в приобретении и завозе стройматериалов, сантехоборудования началось строительство села.
В январе 1972 года состоялось открытие села Оленегорск. К этому периоду было закончено строительство 20  четырехквартирных домов. С августа 1971 года были заселены дома для жителей села Ожогино (14 семей), а в августе 1972 переехали жители села Ойотунг и Юкагирской наслежной администрации. Одной из первых поселившихся в 1969 году была семья оленевода Трофимова Алексея Константиновича (чемпион оленевод).
Все дома были построены с печным отоплением, поэтому встал вопрос об обеспечении жителей дровами. Решено было создать лесопункт. Начальником был назначен Стручков Василий Михайлович, ранее работавший председателем Ожогинского сельсовета. Набрав в качестве лесорубов жителей села Ожогино, создали бригады и выделили деляны для рубки леса. За короткое время дрова предоставлялись жителям. Нехватка горючего, техники, механизаторов замедляла работу. Первыми трактористами стали супруги Стрюковы — Петр Христофорович и Татьяна Дмитриевна, на их плечи лег самый тяжелый труд: доставка и разгрузка дров, ввоз в осенне-зминий период питьевой воды в бочках на санях. Лесорубами работали в те годы Яценко В. С., Буров В. В., Пайщенков Н. Н., Тетерин Н. Н., Максимов В. В., и многие другие, бухгалтером — Суздалов Н. Р.
В 1972 году приехали семьи Солдатова В. А. - тракториста из Чокурдаха, Александрова П. П. - из Якутска, которые проработали продолжительное время в лесопункте и внесли свой вклад в развитие села. Лесопункт был ликвидирован в 1985 году.
Велики и неоценимы в становлении села Оленегорск заслуги Стручкова В. М. - начальника лесопункта, секретаря партийной организации, инициатора обелиска «Оленегорск». Недаром жители говорили о нем: «Наш Хрущев».
В связи с переселением кочующих оленеводов и охотников было создано Оленегорское отделение совхоза «Аллаиховский».
Управляющим отделения был назначен Шахов Семен Васильевич, работник райкома партии, закончивший Читинскую партийную школу. В оленеводческих стадах бригадирами работали Трофимов К. А., Лебедев Д. И., Горохов И. Ф. - знатные оленеводы-наставники. Наравне с ними работали молодые оленеводы Дуткин В. И., Дуткина И. А., Алексей Никулин, Виктор Лебедев, Анатолйи Едукин, ветспециалисты Николай Лебедев, Анна Дуткина, Дмитрий Слепцов, 10 работников с высшим и 60 со средним образованием.
Председателем сельского Совета был назначен Федоров Дмитрий Семенович, директором восьмилетней школы — Ефимов Владимир Иннокентьевич, работавший секретарем райкома, врачом больницы — Соркомова Елена Гаврильевна, начальником ДЭС — Портнягин Александр Степанович, Стручков Борис Николаевич.
В первую очередь встал вопрос об обеспечении жителей села продуктами питания и хлебом, была необходима связь и медобслуживание.
Заработали магазин (продавец — Кутненко М.П.), отделение связи (начальник Поляков Ю.Н.), фельдшерско-акушерский пункт.
Об открытии села Оленегорск много освещалось в республиканской печати.
В связи с открытием нового населенного пункта и отмеченного на карте Якутской АССР как административной единицы, райкомом партии был разработан и утвержден ряд важных мероприятий, таких как «Социально-экономическое развитие отделение на 1971-1975 гг.», «Поддерживать в селе отличный общественный порядок, бороться за создание благоприятных условий для проживания» и т. д.
С целью претворения в жизнь идеи данных мероприятий с большим энтузиазмом начали работать партийная, комсомольская, общественные организации. Силами культработников, учителей, проводились концерты, фестивали художественной самодеятельности, спортивные мероприятия. Жители села не раз занимали призовые места на районных смотрах-фестивалях, спартакиадах.
Известным якутским писателем С. Е. Дадаскиновым были написаны стихотворения «Оленегорск», «Оленевод Константин», «Пурга и танец» и многие другие, посвященные молодым хозяевам тундры.
А песня «Оленегорск», написанная русской женщиной Ренатой Бобковой, до сих пор не сходит с уст жителей села. Известный мелодист Ольга Иванова-Сидоркевич сочинила песню «Оленегорскай сээдьэтэ», в которой воспевается жизнь и быт молодых тружеников-оленеводов, охотников. Эта песня стала гимном села Оленегорск.
В 1976 году завершилось строительство двухэтажного здания школы на 160 мест со спортивным залом и отдельной котельной. В августе районный штаб оценил работу строителей на «хорошо» и 1 сентября для ста учащихся открылись двери школы. От имени жителей села оленеводов в адрес правительства была направлена телеграмма с благодарственными словами. В следующем, 1977 году, завершилось строительство интерната. Учащиеся и молодежь села, занимаясь в спортзале школы, показывали высокие достижения в соревнованиях по волейболу и баскетболу. Одними из первых, кто занимался спортом и вовлекал молодежь своим личным примером, были С. Шахов — управляющий отделением, В. Ефимов — директор школы, Т. Докунаев — председатель сельсовета.
К 1977 году были построены социально-культурно-бытовые объекты на 5 миллионов рублей, в жилых домах площадью 2600 кв. м., проживало 375 человек.
Из года в год строились и вводились в эксплуатацию социально-культурные объекты: детский сад, больница, ДМШ (1978), СДК (1984). Была подключена телефонная станция на 50 точек. В 1977 году впервые зажглись голубые экраны телевизоров. Стали завозить мебель, электрорадиоприборы, стиральные машины, холодильники. Установились регулярные авиарейсы по маршруту Чокурдах-Оленегорск. Ежегодно стало налаживаться обеспечение жителей села, оленеводов продуктами питания, промышленными товарами, моторными лодками, снегоходами «Буран».
В марте 1982 года на базе Быягнырского и Оленегорского отделений организован оленеводческий совхоз «Оленегорский». В хозяйстве имелось 16494 оленей, из них 7873 — важенки. Совхоз «Оленегорский» был одним из крупнейших оленеводческих совхозов ЯАССР, по количеству оленей он занимал 5 место в Республике.
Директорами совхоза работали Нестеров В.Н. (1982), Аммосов Е. Н. (1983), Шахов С.В. (1982-92).
В совхозе насчитывалось около 20 тысяч поголовья оленей и содержались они в 7 стадах: №7 — бригадир нагульного стада Лебедев М. П., №8 — Дуткин И. И., №9 — Слепцов Н. М., №10 — Трофимов А. К., №11- Трофимов Н.П., №12 — Едукин Д. С., №14 — Горохов И. Ф., №15 — Дуткин В. И. Механизированный забойный пункт располагался в п. Чокурдах. Наставниками молодых бригадиров были Лебедев Д. И., Никулин Н. К., Слепцов Ал. АФ., Лебедев С. Н., Трофимов К. А. Чумработницами работали Дуткина И. А., Трофимова А. А., Лебедева Е. М., Трофимова Х. М., Слепцова А. Е., Березкина А. М., Ефимова У. Х., Едукина Д. В., Трофимова Е. А.
По комсомольской путевке и направлению райкома комсомола работали в оленстадах Дуткина Тина, Ягловская Света, Лебедева Лира, Кочкина Лира, а выпускники ОСШ 1985 года по призывам, изъявив желание,  были направлены всем классом в оленстада для оказания помощи.
Большую помощь в работе оленевода оказывала зооветеринарная служба совхоза в лице Слепцова Д. К., Ефимова Н. Д., Федорова А. А., Романова Л. П., Скрябина А. А., Кочкина К. Е., Трофимова Ю. Н.
А самым необходимым звеном в работе совхоза был отдел механизации, возглавляемый главными инженерами Алексеевым В. В., Докунаевым Т. А. Шоферами, чей труд неоценим, были Тимофеев В. Д., Егоров М. М., Никифоров М. Л., Адамов Г. Г., трактористами — Рожин Г. П., Александров П. П., Томский А. А.
В рыболовецких бригадах бригадирами были Никулин И. Н., Слепцов П. А., Антонов И. А., Черемкин И. П., Стрюков П. Х.
В разные годы главными бухгалтерами совхоза работали Ефимов Е. Д., Егоров А. И., Иустинов К. К., Кириллина А. М., кассиром-кладовщиком Жиркова А. И., она же была председателем профкома. Главными экономистами Максимов, Кириллин Н. С., прорабами Жирков Ф. М., Луценко А. А.
При совхозе функционировала партийная организация, секретарями которой были Захарова А. С., Шахов С. В., Стрюкова Т. Д., а освобожденными секретарями комсомольской организации — Томская М. А., Кочкин К. Е., Скрябин А. А.
В 1992 году совхоз был ликвидирован, а на его базе создана кочевая родовая община «Оленегорский», с 1999 года реструктурирована в коммерческое предприятие «Оленегорск».
Председателями сельского Совета в разные годы работали Докунаев Тимофей Алексеевич, Никулин Иван Васильевич, Слепцов Ананий Дмитриевич, Едукин Анатолий Семенович, Хорошев Роман Борисович.
Главами наслежной юкагирской Администрации работали Колесова Варвара Егоровна, Слепцов Эдуард Иванович, Портнягин Александа Степанович, Трофимов Алексей Константинович, Неустроев Николай Ильич, Трофимова Виктория Ивановна, ныне работает Кривошапкина Галина Петровна.Согласно Закону Республики Саха (Якутия) от 30 ноября 2004 года N 173-З N 353-III село возглавило образованное муниципальное образование Юкагирский наслег.

## Население
| 2002 | 2010 | 2021 |
| ---- | ---- | ---- |
| 308  | ↘254 | ↘198 |

Национальный состав
Согласно результатам переписи 2002 года, в национальной структуре населения эвены — 44 %, якуты — 37 %, юкагиры и другие — 19 %.

## Инфраструктура
Оленегорская средняя школа.
МУ ЭКЦ «Айтун», Сельская библиотека филиал № 3, МКУ ДО ДШИ Филиал п. Чокурдах.

## Экономика
Рыбный промысел, охота, ловля пушного зверя.